# Krwawy biwak
Krwawy biwak (tytuł oryg. The Final Terror) – amerykański horror filmowy (slasher) z 1983 roku. Jeden z pierwszych projektów w filmografii Andrew Davisa, reżysera i producenta filmowego, twórcy przebojów kinowych Nico − Poza prawem (1988) i Ścigany (1993).

## Fabuła
Para amerykańskich turystów biwakuje w górach gdy nagle jeden po drugim zaczynają ginąć w niewyjaśnionych warunkach. Po pewnym czasie okazuje się, że jeden z biwakowiczów jest seryjnym zabójcą. Pozostali biwakowicze próbują go powstrzymać używając czakramów i lodowych sopli. Krwawa gra rozpoczyna się wokoło osady.

## Obsada
- John Friedrich − Dennis Zorich
- Rachel Ward − Margaret
- Daryl Hannah − Windy Morgan
- Adrian Zmed − Marco Cerone
- Ernest Harden Jr. − Nathaniel Hines
- Lewis Smith − Boone
- Joe Pantoliano − Eggar
- Akosua Busia − Vanessa
- Mark Metcalf − Mike
- Cindy Harrell − Melanie
- Irene Sanders − Sammie
- Richard Jacobs − pan Morgan
- Donna Pinder − pani Morgan
- Jim Youngs − Jim
- Lori Butler (w czołówce jako Lori Lee Butler) − Lori
- Tony Maccario − matka Eggara